# Sidi Maarouf
Ne doit pas être confondu avec Sidi Maârouf.
Pour les articles homonymes, voir Maarouf.
Sidi Maarouf est une commune de la wilaya de Jijel en Algérie, située à la limite de la wilaya de Mila, à environ une heure trente minutes de route de Constantine.

## Géographie

### Situation
Le territoire de la commune de Sidi Maarouf se situe au sud-est de la wilaya de Jijel.
En 2008 la commune a recensé plus de 21 662 habitants[pas clair] ce qui en fait la quatrième commune la plus peuplée de la wilaya de Jijel.
| Ouled Yahia Khedrouche | El Milia                 | Settara                       |
| Ouled Rabah            | Sidi Maarouf             | Ghebala                       |
| Ouled Rabah            | Chigara (Wilaya de Mila) | Grarem Gouga (Wilaya de Mila) |

## Flore
La commune de Sidi Maarouf et ses localités bénéficient d'une pluviométrie importante (1 200 mm par an[réf. nécessaire]) ce qui explique les différents types de paysages qui ressemblent a des zones tropicales, cette particularité offre aussi a la commune la possibilité de développer une agriculture riche et variée.

## Faune
La zone de Sidi Maarouf compte un grand nombre de macaques berbères. Ceux-ci sont dispersés sur toute la wilaya de Jijel mais aussi celle de Bejaia. Le doux climat et la fertilité de la commune sont les facteurs qui attirent de nombreux singes de cette espèce.

### Localités de la commune
La commune de Sidi Maarouf est composée de vingt-cinq localités :
- Afet
- Ali Boulil
- Berkane Ala
- Berkane Asfel
- Aghdou
- Amdij
- Amenzar
- Asraf
- Ayès
- Beni Ghelb
- Beni Hay
- Boul Kemoud
- Boulahmame
- Bouyenbet
- Bouzghar
- Cheajerat El Khelfi
- Chekrida
- Dardar
- Draa Mira
- Ed Djerba
- El Akbia
- El Dib
- El Djrawna
- El Kherak
- El Kitoune
- El Mentaya
- Er Rouachda
- Es Sahel
- Ghar Diba
- Hamouda
- Hark El Bir
- Hark El Kandoul
- Ighrez Adafen
- Imechoughen
- Kelaba
- Laachachba
- Lebhaïr
- Lemroudj
- Ouled Lehdar
- Red Essour
- Sessenane
- Sidi Maarouf
- Sidi Zerrouk
- Zoulam
- Zoumine

## Histoire
Le territoire a connu de nombreuses civilisations durant l'histoire (numides, romains, arabes, ottomans, français, etc.) les habitants de la région sont pour la plupart de souche berbère[réf. nécessaire].